# 9 giugno (singolo)
9 giugno è il singolo di debutto della cantautrice italiana Sarah Toscano, pubblicato il 9 giugno 2022 come primo estratto dall'EP d'esordio Riflesso.

## Descrizione
Il brano, scritto dalla stessa cantautrice e prodotto da Pietro Foresti, è contenuto come primo estratto dall'EP Riflesso, nonché suo brano d'esordio.

## Tracce
Testi e musiche di Sarah Toscano.
1. 9 giugno – 3:23

## Date di pubblicazione
| Paese  | Data           | Formato                      | Etichetta              | Nota  |
| ------ | -------------- | ---------------------------- | ---------------------- | ----- |
| Mondo  | 9 giugno 2022  | Download digitale, streaming | Universal Music Italia | [ 4 ] |
| Italia | 28 giugno 2022 | Contemporary hit radio       | Universal Music Italia | [ 2 ] |